# Ussassai
Ussassai (en sard, Ussassa) és un municipi italià, dins de la província de Nuoro. L'any 2007 tenia 763 habitants. Es troba a la regió de Barbagia di Seùlo. Limita amb els municipis de Gairo, Osini, Seui i Ulassai.

## Administració
| Període | Identitat            | Partit        |
| ------- | -------------------- | ------------- |
| 2005-   | Gian Basilio Deplano | Llista Cívica |